# Ineos Grenadiers/Saison 2023
Diese Liste beschreibt die Mannschaft und die Erfolge des Radsportteams Ineos Grenadiers in der Saison 2023.

## Mannschaft
| Teamkader 2023          | Teamkader 2023     | Teamkader 2023         | Teamkader 2023                     |
| Name                    | Geburtsdatum       | Land                   | Vorheriges Team                    |
| ----------------------- | ------------------ | ---------------------- | ---------------------------------- |
| Thymen Arensman         | 4. Dezember 1999   | Niederlande            | Team DSM (2022)                    |
| Egan Bernal             | 13. Januar 1997    | Kolumbien              | Androni-Sidermec-Bottecchia (2017) |
| Jonathan Castroviejo    | 27. April 1987     | Spanien                | Movistar Team (2017)               |
| Laurens De Plus         | 4. September 1995  | Belgien                | Jumbo-Visma (2020)                 |
| Omar Fraile             | 17. Juli 1990      | Spanien                | Astana-Premier Tech (2021)         |
| Filippo Ganna           | 25. Juli 1996      | Italien                | UAE Team Emirates (2018)           |
| Tao Geoghegan Hart      | 30. März 1995      | Vereinigtes Königreich | Axeon-Hagens Berman (2016)         |
| Ethan Hayter            | 18. September 1998 | Vereinigtes Königreich | VC Londres (2019)                  |
| Leo Hayter              | 10. August 2001    | Vereinigtes Königreich | Hagens Berman Axeon (2022)         |
| Kim Heiduk              | 3. März 2000       | Deutschland            | Team Lotto-Kern Haus (2021)        |
| Michał Kwiatkowski      | 2. Juni 1990       | Polen                  | Etixx-Quick Step (2015)            |
| Michael Leonard         | 26. März 2004      | Kanada                 | Team Franco Ballerini (2022)       |
| Daniel Felipe Martínez  | 25. April 1996     | Kolumbien              | EF Pro Cycling (2020)              |
| Jhonatan Narváez        | 4. März 1997       | Ecuador                | Quick-Step Floors (2018)           |
| Thomas Pidcock          | 30. Juli 1999      | Vereinigtes Königreich | Trinity Racing (2020)              |
| Lucas Plapp             | 25. Dezember 2000  | Australien             | InForm TMX MAKE (2021)             |
| Salvatore Puccio        | 31. August 1989    | Italien                |                                    |
| Carlos Rodríguez        | 2. Februar 2001    | Spanien                |                                    |
| Luke Rowe               | 10. März 1990      | Vereinigtes Königreich | 100% me (2011)                     |
| Magnus Sheffield        | 19. April 2002     | Vereinigte Staaten     | Rally Cycling (2021)               |
| Pavel Sivakov           | 11. Juli 1997      | Frankreich             | BMC Development (2017)             |
| Ben Swift               | 5. November 1987   | Vereinigtes Königreich | UAE Team Emirates (2018)           |
| Connor Swift            | 30. Oktober 1995   | Vereinigtes Königreich | Arkéa-Samsic (2022)                |
| Joshua Tarling          | 15. Februar 2004   | Vereinigtes Königreich | FlandersColor Galloo (2022)        |
| Geraint Thomas          | 25. Mai 1986       | Vereinigtes Königreich | Barloworld (2009)                  |
| Ben Tulett              | 26. August 2001    | Vereinigtes Königreich | Alpecin-Fenix (2021)               |
| Ben Turner              | 28. Mai 1999       | Vereinigtes Königreich | Trinity Racing (2021)              |
| Elia Viviani            | 7. Februar 1989    | Italien                | Cofidis (2021)                     |
| Brandon Rivera          | 21. März 1996      | Kolumbien              | GW Shimano (2019)                  |
| Cameron Wurf            | 3. August 1983     | Australien             | Cylance (2019)                     |
|                         |                    |                        |                                    |
| Quelle: ProCyclingStats |                    |                        |                                    |

## Siege
| Siege    | Siege                                                     | Siege                  | Siege  | Siege                            | Siege |
| Datum    | Rennen                                                    | Staat                  | Klasse | Sieger                           |       |
| -------- | --------------------------------------------------------- | ---------------------- | ------ | -------------------------------- | ----- |
| 8. Jan.  | Australische Meisterschaften, Straßenrennen der Männer    | Australien             | CN     | Lucas Plapp                      |       |
| 27. Jan. | Vuelta a San Juan, 5. Etappe                              | Argentinien            | 2.Pro  | Miguel Ángel López Filippo Ganna |       |
| 29. Jan. | Vuelta a San Juan, Gesamtwertung                          | Argentinien            | 2.Pro  | Filippo Ganna                    |       |
| 4. Feb.  | Valencia-Rundfahrt, 4. Etappe                             | Spanien                | 2.Pro  | Tao Geoghegan Hart               |       |
| 11. Feb. | Murcia-Rundfahrt                                          | Spanien                | 1.1    | Ben Turner                       |       |
| 18. Feb. | Algarve-Rundfahrt, 4. Etappe                              | Portugal               | 2.Pro  | Thomas Pidcock                   |       |
| 19. Feb. | Andalusien-Rundfahrt, 5. Etappe                           | Spanien                | 2.Pro  | Omar Fraile                      |       |
| 19. Feb. | Algarve-Rundfahrt, Gesamtwertung                          | Portugal               | 2.Pro  | Daniel Felipe Martínez           |       |
| 4. Mär.  | Strade Bianche                                            | Italien                | 1.UWT  | Thomas Pidcock                   |       |
| 6. Mär.  | Tirreno–Adriatico, 1. Etappe                              | Italien                | 2.UWT  | Filippo Ganna                    |       |
| 3. Apr.  | Baskenland-Rundfahrt, 1. Etappe                           | Spanien                | 2.UWT  | Ethan Hayter                     |       |
| 17. Apr. | Tour of the Alps, 1. Etappe                               | Österreich             | 2.Pro  | Tao Geoghegan Hart               |       |
| 18. Apr. | Tour of the Alps, 2. Etappe                               | Italien                | 2.Pro  | Tao Geoghegan Hart               |       |
| 21. Apr. | Tour of the Alps, Gesamtwertung                           | Italien                | 2.Pro  | Tao Geoghegan Hart               |       |
| 27. Apr. | Tour de Romandie, 2. Etappe                               | Schweiz                | 2.UWT  | Ethan Hayter                     |       |
| 26. Mai  | Tour of Norway, Prolog                                    | Norwegen               | 2.Pro  | Ben Tulett                       |       |
| 29. Mai  | Tour of Norway, Gesamtwertung                             | Norwegen               | 2.Pro  | Ben Tulett                       |       |
| 21. Jun. | Britische Meisterschaften, Einzelzeitfahren der Männer    | Vereinigtes Königreich | CN     | Joshua Tarling                   |       |
| 22. Jun. | Polnische Meisterschaften, Einzelzeitfahren der Männer    | Polen                  | CN     | Michał Kwiatkowski               |       |
| 22. Jun. | Italienische Meisterschaften, Einzelzeitfahren der Männer | Italien                | CN     | Filippo Ganna                    |       |
| 23. Jun. | Kanadische Meisterschaften, Einzelzeitfahren Männer       | Kanada                 | CN     | Derek Gee                        |       |
| 23. Jun. | Spanische Meisterschaften, Einzelzeitfahren der Männer    | Spanien                | CN     | Jonathan Castroviejo             |       |
| 3. Jul.  | Österreich-Rundfahrt, 2. Etappe                           | Österreich             | 2.1    | Jhonatan Narváez                 |       |
| 4. Jul.  | Österreich-Rundfahrt, 3. Etappe                           | Österreich             | 2.1    | Jhonatan Narváez                 |       |
| 6. Jul.  | Österreich-Rundfahrt, 5. Etappe                           | Österreich             | 2.1    | Jhonatan Narváez                 |       |
| 6. Jul.  | Österreich-Rundfahrt, Gesamtwertung                       | Österreich             | 2.1    | Jhonatan Narváez                 |       |
| 14. Jul. | Tour de France, 13. Etappe                                | Frankreich             | 2.UWT  | Michał Kwiatkowski               |       |
| 15. Jul. | Tour de France, 14. Etappe                                | Frankreich             | 2.UWT  | Carlos Rodríguez                 |       |
| 22. Jul. | Tour de Wallonie, 1. Etappe                               | Belgien                | 2.Pro  | Filippo Ganna                    |       |
| 25. Jul. | Tour de Wallonie, 4. Etappe                               | Belgien                | 2.Pro  | Filippo Ganna                    |       |
| 26. Jul. | Tour de Wallonie, Gesamtwertung                           | Belgien                | 2.Pro  | Filippo Ganna                    |       |
| 24. Aug. | Benelux Tour, 2. Etappe                                   | Niederlande            | 2.UWT  | Joshua Tarling                   |       |
| 5. Sep.  | Vuelta a España, 10. Etappe                               | Spanien                | 2.UWT  | Filippo Ganna                    |       |
| 10. Sep. | Tour of Britain, 8. Etappe                                | Vereinigtes Königreich | 2.Pro  | Carlos Rodríguez                 |       |
| 13. Sep. | Giro della Toscana                                        | Italien                | 1.1    | Pavel Sivakov                    |       |
| 26. Sep. | Kroatien-Rundfahrt, 1. Etappe                             | Kroatien               | 2.1    | Elia Viviani                     |       |
| 12. Okt. | Tour of Guangxi, 1. Etappe                                | China                  | 2.UWT  | Elia Viviani                     |       |
| 15. Okt. | Chrono des Nations                                        | Frankreich             | 1.1    | Joshua Tarling                   |       |

## UCI-Weltranglisten-Platzierungen
| UCI-Ranking | UCI-Ranking            | UCI-Ranking            | UCI-Ranking |
| Fahrer      | Fahrer                 | Land                   | Punkte      |
| ----------- | ---------------------- | ---------------------- | ----------- |
| 13.         | Filippo Ganna          | Italien                | 2917 P.     |
| 27.         | Thomas Pidcock         | Vereinigtes Königreich | 2039 P.     |
| 31.         | Geraint Thomas         | Vereinigtes Königreich | 1863 P.     |
| 39.         | Carlos Rodríguez       | Spanien                | 1618 P.     |
| 57.         | Pavel Sivakov          | Frankreich             | 1299 P.     |
| 76.         | Tao Geoghegan Hart     | Vereinigtes Königreich | 1123 P.     |
| 103.        | Magnus Sheffield       | Vereinigte Staaten     | 864 P.      |
| 115.        | Michał Kwiatkowski     | Polen                  | 772 P.      |
| 122.        | Joshua Tarling         | Vereinigtes Königreich | 741 P.      |
| 143.        | Thymen Arensman        | Niederlande            | 645 P.      |
| 149.        | Jhonatan Narváez       | Ecuador                | 631 P.      |
| 158.        | Ethan Hayter           | Vereinigtes Königreich | 610 P.      |
| 192.        | Ben Tulett             | Vereinigtes Königreich | 478 P.      |
| 204.        | Lucas Plapp            | Australien             | 456 P.      |
| 215.        | Elia Viviani           | Italien                | 443 P.      |
| 217.        | Jonathan Castroviejo   | Spanien                | 436 P.      |
| 229.        | Daniel Felipe Martínez | Kolumbien              | 411 P.      |
| 277.        | Egan Bernal            | Kolumbien              | 343 P.      |
| 366.        | Ben Turner             | Vereinigtes Königreich | 244 P.      |
| 422.        | Connor Swift           | Vereinigtes Königreich | 206 P.      |
| 678.        | Brandon Rivera         | Kolumbien              | 111 P.      |
| 756.        | Kim Heiduk             | Deutschland            | 95 P.       |
| 807.        | Leo Hayter             | Vereinigtes Königreich | 88 P.       |
| 926.        | Omar Fraile            | Spanien                | 70 P.       |
| 1199.       | Michael Leonard        | Kanada                 | 45 P.       |
| 1769.       | Ben Swift              | Vereinigtes Königreich | 20 P.       |
| 3139.       | Cameron Wurf           | Australien             | 2 P.        |